# 신보령화력발전소
신보령화력발전소(新保寧火力發電所)는 충청남도 보령시 주교면 송학리에 위치한 화력발전소로, 한국중부발전에서 2011년 11월부터 총 설비용량 2,000MW(1,000MW X 2기)의 신보령화력 1, 2호기 건설사업을 진행 중이며, 대한민국 최초의 1,000MW급 초초임계압 발전설비 실증사업이다.

## 발전설비 현황[2]
| 발전방식      | 발전원        | 설비용량     | 설비용량          | 소계 (MW)   |
| ------------- | ------------- | ------------ | ----------------- | ----------- |
| 기 력         | 유연탄        | 1, 2호기     | 1,019.029MW × 2기 | 2,038.058   |
| 신재생에너지  | 태양광        | 2.9MW × 1기  | 2.9MW × 1기       | 15.38       |
| 신재생에너지  | 소수력        | 5MW × 1기    | 5MW × 1기         | 15.38       |
| 신재생에너지  | 연료전지      | 7.48MW × 1기 | 7.48MW × 1기      | 15.38       |
| 설비용량 총계 | 설비용량 총계 | 2,053.438MW  | 2,053.438MW       | 2,053.438MW |

## Plant 개요
1. 설계 - 한국전력기술
2. 기자재 공급 - 두산중공업(터빈,보일러,탈황설비), KC코트렐(전기집진기)[3]
3. 시공 - 토건공사 (금호건설, 삼부토건), 기전공사(GS건설, 두산중공업), 항만공사(삼부토건), 석탄설비 (현대엔지니어링, 현대엠코).[4]

1호기와 2호기 준공시점은 1년 간격으로 2016년 6월에 1호기, 2017년 6월에 2호기 준공예정이다.

## 건설
1. 2013년 10월 22일 한국중부발전과 두산중공업은 8500억 원 규모의 신보령 석탄화력발전소 1,2호기용 보일러 및 터빈발전기 공급 계약을 체결했다.[6]
2. 신보령 1호기 보일러 압력부의 공사가 2014년 1월 14일에 시작되었다.[7]
3. 신보령 1,2호기 발전설비의 345KV 최초 수전을 2014년 12월 30일 성공적으로 마쳤다.[8]
4. 신보령 1호기 보일러 고압부의 수압시험을 2015년 2월 25일에 완료하였다.[9]
5. 신보령 1호기의 최초 점화식이 2015년 8월 3일에 개최되었다.[10]
6. 신보령 1,2호기의 발전연료용 유연탄 운반선이 2015년 9월 19일에 최초 접안하여 9월 21일에 최초 입항식을 개최하였다.[11]
7. 최대 20만톤급 선박이 접안할 수 있는 발전연료 공급용 항만공사의 준공식이 2015년 10월 26일 개최되었다.[12]

## 같이 보기
1. ↑  두산중공업, 차세대 화력발전 기술로 다각화·고도화
2. ↑  전력통계정보시스템
3. ↑  KC코트렐, 신보령 1·2호기 전기집진기 공사 수주
4. ↑  중부발전 1000MW급 신보령발전 1·2호기...세계시장 재패 초석 다진다.
5. ↑  “체계적 품질관리로 무결점 신보령화력 건설할 것”
6. ↑  두산중공업, 8500억 원 신보령 화력발전소 1,2호기 수주[깨진 링크(과거 내용 찾기)]
7. ↑  중부발전, 신보령건설 현장에서 ‘보일러 압력부 설치행사’ 개최
8. ↑  신보령화력 1호기 최초 수전 성공
9. ↑  [ http://www.koenergy.co.kr/news/articleView.html?idxno=76522 중부발전, 신보령화력 1호기 수압 시험 완료]
10. ↑  “신보령화력 1호기 최초 점화”. 2016년 1월 28일에 원본 문서에서 보존된 문서. 2016년 1월 22일에 확인함.
11. ↑  중부발전 신보령건설본부, 발전연료용 유연탄 운반선 최초 입항식 개최
12. ↑  중부발전, 신보령화력 1·2호기 부두 준공식 가져